# Bastard (film, 2015)
Pour les articles homonymes, voir Bastard.
Pour plus de détails, voir Fiche technique et Distribution.
Bastard est un film d'horreur américain écrit par Patrick Robert Young et réalisé celui-ci et Powell Robinson, sorti en 2015.

## Synopsis
Cinq étrangers, deux jeunes mariés serial-killers, un flic suicidaire ainsi qu'un frère et une sœur en cavale vont devenir à la fois suspects et victimes lorsqu’un meurtrier masqué fait son apparition dans une maison d’hôtes isolée à la montagne.

## Distribution
- Rebekah Kennedy : Betty
- Ellis Greer : Hannah
- Dan Creed : West
- Will Tranfo: Jake
- Tonya Kay : Rachael
- Burt Culver : Michael
- Ryan Shoos : Tanner
- Nadine Arlyn : JoBeth
- Micah Fitzgerald : Max
- Brian Foyster : Dick
- Kelly Hancock : Gertrude
- Emily Lopato : Tami
- Austin Nimnicht : Ray
- Scott Vance : Mark
- Patrick Robert Young : Patrick
- Powell Robinson : Al
- Bobby T : Davie
- Madison West Gill : Darra